# Stenocercus limitaris
Stenocercus limitaris är en ödleart som beskrevs av  John E. Cadle 1998. Stenocercus limitaris ingår i släktet Stenocercus och familjen Tropiduridae. Inga underarter finns listade i Catalogue of Life.